# San Juan Quiahije
San Juan Quiahije es una localidad del estado mexicano de Oaxaca. Es cabecera del municipio de San Juan Quiahije.

## Demografía
| Censo | Población |
| ----- | --------- |
| 1900  | 672       |
| 1910  | 735       |
| 1921  | 632       |
| 1930  | 899       |
| 1940  | 931       |
| 1950  | 1132      |
| 1960  | 1220      |
| 1970  | 1203      |
| 1980  | 986       |
| 1990  | 1076      |
| 1995  | 1685      |
| 2000  | 2095      |
| 2005  | 2347      |
| 2010  | 2120      |
| 2020  | 2342      |